# 밸러리 애덤스
밸러리 캐서니타 애덤스 여사(영어: Dame Valerie Kasanita Adams, 과거 성씨: 빌리(Vili), 1984년 10월 6일~)는 뉴질랜드의 전직 육상 선수로 주 종목은 포환던지기이다. 올림픽에서 2회, 세계 선수권 대회 4회, 세계 실내 선수권 대회 4회, 코먼웰스 게임 3회 우승을 차지했다. 개인 최고 기록은 야외에서 기록한 21.24m와 실내에서 기록한 20.54m로 이는 뉴질랜드, 영연방, 오세아니아 최고 기록이다.
동생은 전미 농구 협회의 팀인 뉴올리언스 펠리컨스 소속 농구 선수인 스티븐 애덤스이다.

## 수훈
- 뉴질랜드 공로 훈장(2016년 12월 31일)

## 같이 보기
- 올림픽 육상 여자 메달리스트 목록